# Rạch Miễubrug
De Rạch Miễubrug (Vietnamees: Cầu Rạch Miễu) is een tuibrug over de Tiền in de Mekong-delta. De brug verbindt de steden Mỹ Tho en Châu Thành met elkaar. De bouw van de brug is in 2002 begonnen en kwam in 2009 gereed. De totale lengte van de brug bedraagt ruim 8300 meter.